# Charaxes seriata
Charaxes seriata är en fjärilsart som beskrevs av Rothschild 1900. Charaxes seriata ingår i släktet Charaxes och familjen praktfjärilar. Inga underarter finns listade i Catalogue of Life.